# Jelovjane
Jelovjane (makedonsky: Јеловјане, albánsky: Jellovjan) je vesnice v Severní Makedonii. Nachází se v opštině Bogovinje v Položském regionu.

## Geografie
Vesnice Jelovjane se nachází v nadmořské výšce 1200 metrů, na svahu pohoří Šar Planina a je posledním obydleným místem v pohoří na cestě k hranicím Kosova.

## Historie
První zmínky o Jelovjane pochází ze 17. století. Jednalo se o koloniální sídlo a přistěhovalo se sem obyvatelstvo z oblasti Gora v Kosovu, z Ljumy z Albánie a osadníci z Anatolie.
Po rozpadu Osmanské říše ve 20. století většina obyvatel vesnice migrovala po celém území Makedonie, mnoho z nich i po celém světě. Nejčastěji se rodiny stěhovaly do Turecka, Řecka,Bulharska a Rumunska, dále pak do větších měst jako je Gostivar nebo Tetovo. Další vlna migrace nastala po první světové válce, kdy lidé odcházeli především do Turecka. V posledních letech lidé migrují především do vnitrozemí a to z ekonomických důvodů.

## Ekonomika
Zdejší obyvatelé se živí převážně zemědělstvím a chovem zvířat, dále pak řemesly či výrobou tradičních regionálních pokrmů. Kromě gastronomie zde neexistuje žádné jiné odvětví, lidé si tak jezdí vydělávat do vnitrozemí či zahraničí.

## Demografie
Podle záznamů Vasila Kančova zde v roce 1900 žilo 950 obyvatel, všichni byli slovanské národnosti a vyznávali islám.
Podle sčítání lidu z roku 2002 zde žije 599 obyvatel, etnické složení je:
- Turci – 539
- Albánci – 40
- Romové – 8
- Makedonci – 5

| Rok          | 1900 | 1929 | 1948 | 1953  | 1961 | 1971 | 1981 | 1991 | 1994 | 2002 |
| ------------ | ---- | ---- | ---- | ----- | ---- | ---- | ---- | ---- | ---- | ---- |
| Obyvatelstvo | 950  | 725  | 893  | 1 067 | 687  | 743  | 892  | 845  | 719  | 599  |